# Klaus-Michael Bonsack
Klaus-Michael Bonsack (Waltershausen, 26 december 1941 – Innsbruck, 5 maart 2023) was een Oost-Duits rodelaar. 
Bonsack won tijdens de Olympische Winterspelen 1964 de zilveren medaille individueel achter Thomas Köhler. In 1967 won Bonsack samen met Köhler de wereldtitel in het dubbel. Tijdens de Olympische Winterspelen 1968 won Bonsack samen met Kohler de gouden medaille in het dubbel en de bronzen medaille individueel. 
Tijdens de Olympische Winterspelen 1972 won Bonsack de bronzen medaille individueel en behaalde hij de vierde plaats in het dubbel.
Bonsack stierf op 81-jarige leeftijd in Innsbruck.

## Resultaten

### Wereldkampioenschappen
| Jaar | Plaats       | Resultaat            |
| ---- | ------------ | -------------------- |
| 1963 | Imst         | individueel          |
| 1965 | Davos        | dubbel               |
| 1967 | Hammarstrand | individueel · dubbel |
| 1969 | Königssee    | dubbel               |

### Olympische Winterspelen
| Jaar | Plaats    | Resultaat                        |
| ---- | --------- | -------------------------------- |
| 1964 | Innsbruck | individueel · uitgevallen dubbel |
| 1968 | Grenoble  | individueel · dubbel             |
| 1972 | Sapporo   | 4e individueel · dubbel          |

1964: Josef Feistmantl / Manfred Stengl ·
1968: Klaus-Michael Bonsack / Thomas Köhler ·
1972: Paul Hildgartner / Walter Plaikner & Horst Hörnlein / Reinhard Bredow ·
1976: Hans Rinn / Norbert Hahn ·
1980: Hans Rinn / Norbert Hahn ·
1984: Hans Stanggassinger / Franz Wembacher ·
1988: Jörg Hoffmann / Jochen Pietzsch ·
1992: Stefan Krauße / Jan Behrendt ·
1994: Kurt Brugger / Wilfried Huber ·
1998: Stefan Krauße / Jan Behrendt ·
2002: Patric Leitner / Alexander Resch ·
2006: Andreas Linger / Wolfgang Linger ·
2010: Andreas Linger / Wolfgang Linger ·
2014: Tobias Wendl / Tobias Arlt ·
2018: Tobias Wendl / Tobias Arlt ·
2022: Tobias Wendl / Tobias Arlt
1. ↑  (de) DDR-Rodellegende Klaus Bonsack gestorben. Gearchiveerd op 11 mei 2023.